# Ophrys sphegodes subsp. helenae
Ophrys helenae
Sous-espèce
Synonymes
- Basionyme : Ophrys helenae Renz, 1928

Ophrys sphegodes subsp. helenae est une sous-espèce de plantes à fleurs de la famille des Orchidaceae (les orchidées), de l'espèce Ophrys sphegodes, ou considérée comme une espèce du genre Ophrys nommée Ophrys helenae. Elle est endémique de Grèce et d'Albanie. De floraison printanière, cette Ophrys est très particulière de par son labelle au dégradé de rouge vin sans macules, et car elle n'a pas développé de leurre sexuel pour sa fécondation croisée mais procure un abri nocturne à ses insectes pollinisateurs. Elle est proche de la sous-espèce Ophrys sphegodes subsp. mammosa.

## Taxonomie

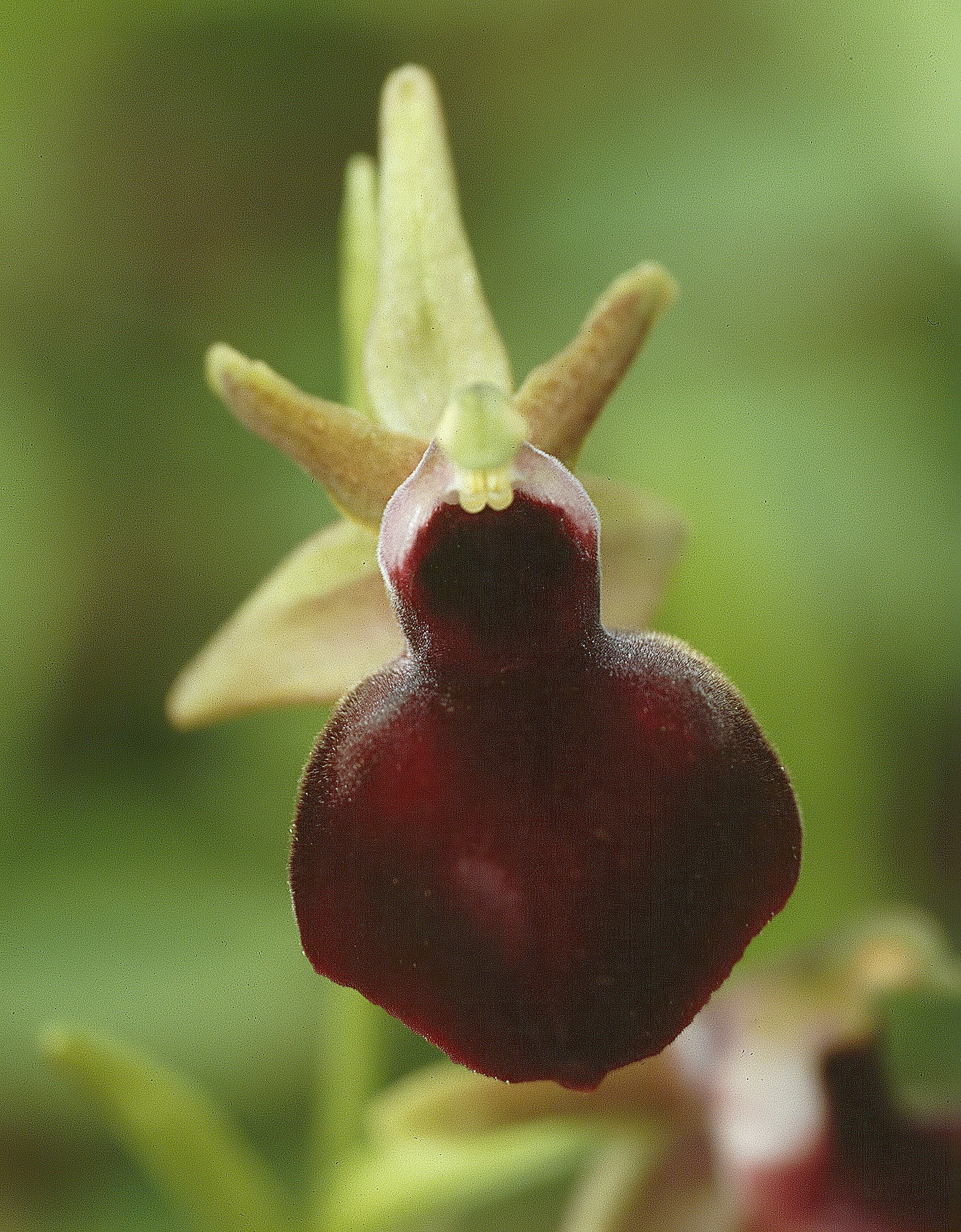
O. sphegodes subsp. helenae, macrophotographie d'une fleur (Macédoine grecque, 2005).

Cette Ophrys est décrite par le chimiste et botaniste amateur grec Jany Renz (de) en 1928 depuis des spécimens récoltés sur l'île de Corfou et nommée Ophrys helenae (du latin Helena, « Hélène »), en hommage à la mère du descripteur, Helene Renz,. 
L'espèce est rapidement requalifiée en 1929 comme sous-espèce d'Ophrys aranifera par le botaniste hongrois Soó von Bere, ce qu'il confirmera en 1978 en compagnie du britannique David M. Moore (en) lors du renommage d'O. aranifera en Ophrys sphegodes. Actuellement, les botanistes du jardin botanique de Kew la considèrent comme une sous-espèce quand les botanistes du jardin botanique de Berlin-Dahlem et de la Société botanique hellénique d'Athènes la considèrent comme une espèce à part entière.
- Ophrys helenae Renz., 1928 (basionyme)[5],[6]
- Ophrys aranifera subsp. helenae (Renz) Soó, 1929[5],[6]
- Ophrys mammosa subsp. helenae (Renz) Soó[2]
- Ophrys sphegodes var. helenae (Renz) H. Sund, 1975[5],[6]
- Ophrys sphegodes subsp. helenae (Renz) Soó & D.M. Moore, 1978[5],[6]
- Ophrys plakotiana C.Thiele, G.Thiele, U.Thiele & W.Thiele, 2002[6]

## Description

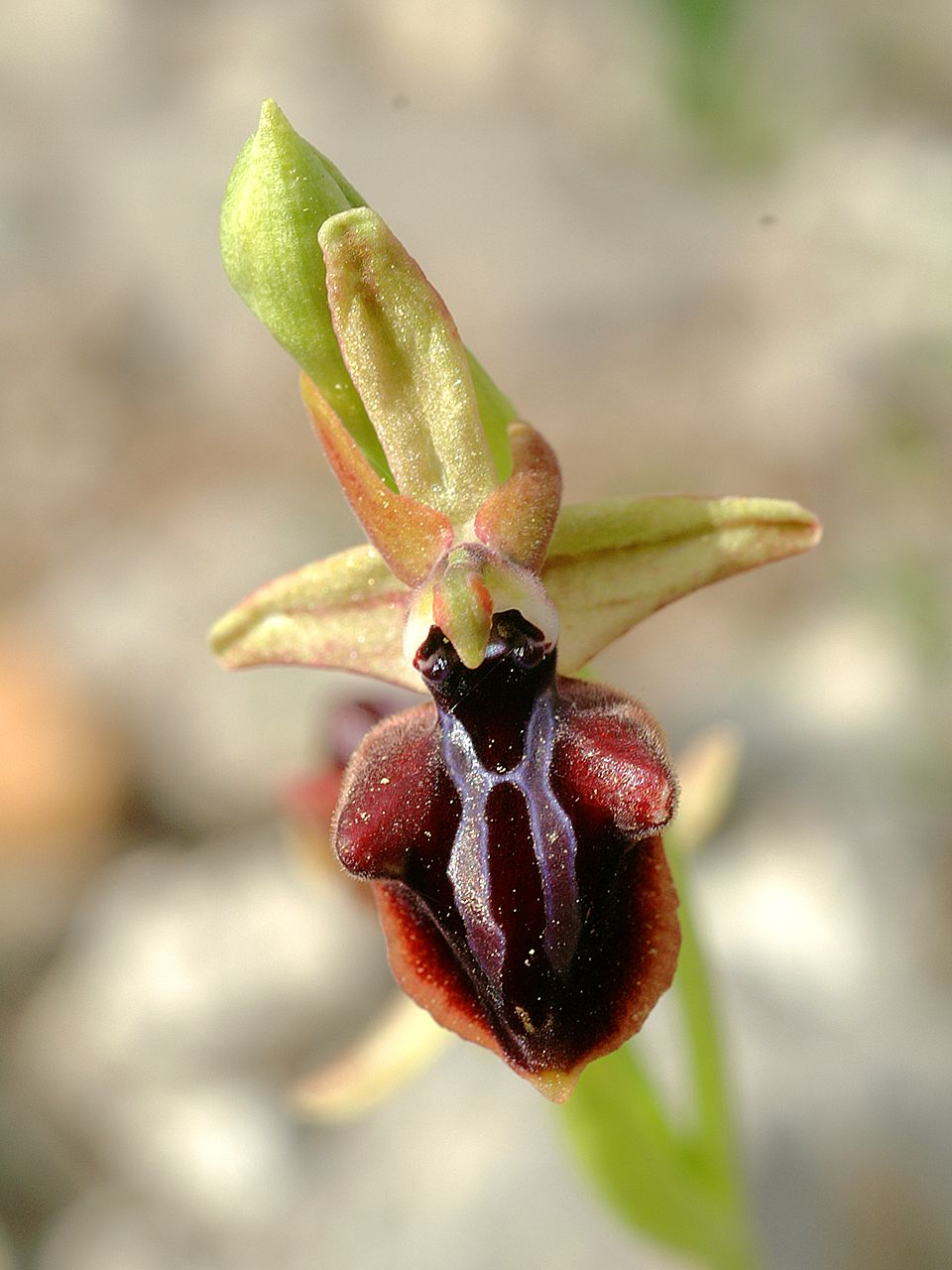
Ophrys sphegodes subsp. mammosa (Rhodes, Grèce), une sous-espèce proche d'O. sphegodes subsp. helenae

Cette Ophrys robuste mesure de 15 à 40 cm de haut et porte des feuilles caulinaires dressées oblongues ovales ou lancéolées jusqu'à quelques centimètres au-dessous de l'épi florifère. Son inflorescence lâche porte de 2 à 8 fleurs aux sépales allongés ovoïdes vert pâle à vert jaunâtre imprégnés de violet, longs de 11 à 15,5 mm et larges de 5 à 8 mm. Ils sont agrémentés de pétales vert pâle à jaune ocre parfois imprégnés de violet ou de rouille, glabres avec une faible veine médiane et leur largeur est deux fois plus courte que celle des sépales, soit de 2 à 4 mm de large pour 6 à 13 mm de long. Le labelle, rouge foncé velouté avec un léger reflet violet, est particulièrement gros et bombé : il mesure de 11 à 18 mm de large pour 15 à 23 mm de long, et est tronqué et glabre à sa base. Velu, il est parfois muni de gibbosités estompées et ses couleurs sont dégradées allant du rouge noir au rouge vin jusqu'au rouge cerise, le liseré jaune clair plus glabre de son pourtour accentuant sa visibilité. Ces couleurs changent en fonction de l'angle d'incidence de la lumière. Il est possible de distinguer par transparence une macule bleu-violet foncé régulière en forme de H, cette marque n'étant pas visible sur l'épiderme supérieur. Quant au gynostème, il est droit et les anthères portent des pollinies jaunes par un connectif court,,.
Sa particularité réside dans son labelle qui n'est orné d'aucune macule, mais habillé d'un velours rouge vin dégradé. Grâce à cette caractéristique particulière et à sa grande stabilité morphologique, cette Ophrys est facilement déterminable et ne peut être confondue,. Ce taxon est morphologiquement proche d'Ophrys sphegodes subsp mammosa, une sous-espèce dont la répartition s'étale des Balkans au Caucase et à l'Iran.

## Biologie

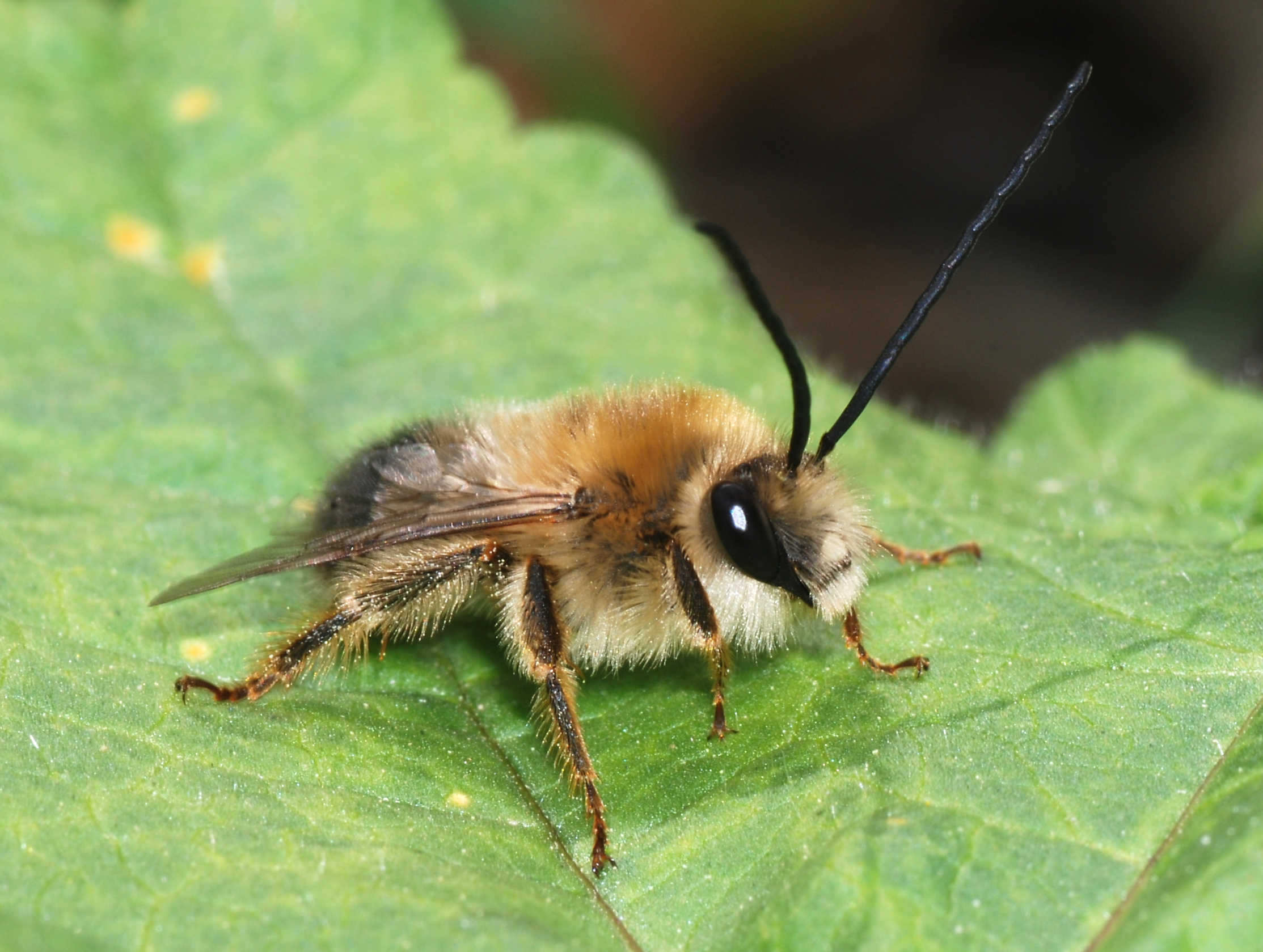
Un mâle Eucera longicornis, pollinisateur potentiel d'Ophrys shegodes subsp. helenae.

Cette plante est une géophyte à bulbe allongé dont la floraison a lieu en avril et mai, quoiqu'elle puisse s'étaler de mars à juin.
O. sphegodes subsp. helenae est une exception dans le genre Ophrys : au lieu d'être un leurre sexuel, elle offre le gîte pour la nuit et en cas de mauvais temps aux abeilles mâles Eucerini des genres Tetralonia (particulièrement Tetralonia lucasi et T.  berlandi), et Eucera dont Eucera longicornis. Cette stratégie existe également chez les Orchidées Serapias,. 
Même si O. sphegodes subsp. helenae n'offre pas de tube floral comme abri à l'instar des Serapias, même si la texture lisse et la forme concave du revers du labelle ne semblent pas favoriser le maintien des insectes, même si elle n'offre que peu de protection face à la fraîcheur de la nuit, de la pluie ou de la rosée du matin, cette plante accueille régulièrement des mâles Eucerini lors de leur repos nocturne, et rarement d'autres espèces. De toute évidence, un attrait olfactif de type allomone comme des alcènes est à l'œuvre. De plus, la taille des insectes est bien trop petite par rapport au labelle pour qu'une pseudocopulation classique puisse être mise en place. Et de fait, une Abeille sur trois porte une paire de pollinies, jamais plus, systématiquement sur la face avant ou le dessus de la tête. Pour qu'une pollinisation soit possible, l'insecte doit toujours se positionner de la même façon sur la plante afin que les pollinies entrent en contact avec le stigmate lors d'une prochaine visite. Ici, l’animal doit par conséquent se placer au centre de la base du labelle, sa tête orientée vers le haut et pénétrer l’intérieur de la cavité stigmatique par l'avant. Malgré les nombreuses observations in situ, et à cause de son caractère extrêmement furtif, les orchidophiles n'ont pas encore compris la stratégie écologique exacte mise en place par O. sphegodes subsp. helenae pour guider l'insecte correctement.

## Habitat et distribution
Cette Orchidée est basophile, héliophile, tout en n'étant pas dédaigneuse de la demi-ombre, et apprécie les sols secs ou frais. Elle se plaît au sein des pelouses calcicoles, des garrigues plus ou moins embroussaillées ainsi que des forêts clairsemées, jusqu'à 1 000 m d'altitude.
O. sphegodes subsp. helenae est endémique du Sud de l'Albanie et du Nord-Ouest de la Grèce où elle est localisée mais parfois abondante, notamment dans les régions de l'Épire, de la Thessalie, des îles Ioniennes dont Corfou, du golfe de Corinthe, de Kastoria, de l'Ouest et du centre de la Macédoine et de la Céphalonie. Elle est plus rare dans le Nord-Ouest du Péloponnèse et sur les îles Égéennes,,.